# 希爾吉氏指鰧
希爾吉氏指鰧（學名：Gillellus healae），為輻鰭魚綱䲁形目指鰧科吉氏指鰧屬的一個種，分布於西大西洋美國南卡羅萊納州和墨西哥灣東北部至佛羅里達群島、阿魯巴海域，深度21至73公尺，本魚體扁，向尾部逐漸變細，眼長於頭頂，不在柄上，尖端有一圈鱗片，口上翹，下顎突出，下唇前有4個錐形皮瓣，上唇無，鰓蓋上部有一褶邊皮瓣，背鰭起點於頸背，背鰭硬棘11-15枚、背鰭軟條27-29枚、臀鰭硬棘2枚、臀鰭軟條31-32枚，側線在背鰭棘狀部分後方略向下彎曲，腹鰭著生於喉下，每節有1、3根鰭條，體色淡，兩眼之間有一條深色橫帶，並延伸至兩眼下方，上身有或無7條主要深色橫帶，從頸背到尾鰭基部，這些橫帶通常中央淡色，邊緣深色狹窄，體長可達7.5公分，棲息在有沙底質海床，生活習性不明。